# Платов, Владимир Игнатьевич
Владимир Игнатьевич Платов (23 октября 1946, Овечкино, Владимирская область — 16 апреля 2012, Владимир,) — губернатор Тверской области (1995—2003).

## Биография
Родился 23 октября 1946 года в д. Овечкино Собинского района Владимирской области.

### Семья
Отец — пастух (умер в 1954 году), мать работала в больнице дезинфектором (умерла в 1971 году).
Брат и две сестры умерли в конце 1970-х и 1990-х годов.

### Образование
Окончил Владимирский авиационный техникум по специальности «Электрооборудование промышленных предприятий», три курса заочного политехнического института по специальности «инженер-энергетик», юридический факультет Тверского государственного университета по специальности «Юриспруденция».

### Карьера
Трудовую деятельность начал после окончания техникума в 1967 году на заводе «Бежецксельмаш» (г. Бежецк Калининской области). С 1967 по 1969 год проходил службу в Советской Армии.
С 1969 по 1973 год — электромонтер, диспетчер электросети, начальник высоковольтного участка Бежецких электросетей. С 1973 по 1980 год — главный энергетик, заместитель директора завода «Бежецксельмаш». С 1980 по 1982 год — заместитель директора комбината нетканых материалов (г. Бежецк). С 1982 по 1983 год — начальник Бежецкого управления коммунального хозяйства. С 1983 по 1987 год — директор завода «Автоспецоборудование» (Бежецк). С 1987 по 1992 год — директор завода «Бежецксельмаш».

#### Политическая деятельность
До 1990 года являлся членом КПСС.
С 1992 по 1995 год — глава администрации Бежецка и Бежецкого района Тверской области.
17 декабря 1995 года при поддержке регионального движения «Народовластие» одержал победу на выборах губернатора Тверской области, набрав свыше 50 % голосов избирателей. Вступил в должность 26 декабря 1995 г. С января 1996 года по должности входил в Совет Федерации, был членом Комитета по вопросам социальной политики
В декабре 1999 года был избран в Государственную Думу третьего созыва по федеральному списку избирательного блока Межрегиональное движение «Единство». Сложил полномочия 13 января 2000 года в связи с избранием губернатором на второй срок, мандат передали Юрию Петрову.
Лидировал в первом туре губернаторских выборов 19 декабря 1999 года (32,5 % голосов) и победил во втором туре 9 января 2000 года (46,55 %) с минимальным отрывом от соперника — представителя КПРФ Владимира Баюнова (46,02 %).
В декабре 2003 года вновь баллотировался на выборах губернатора Тверской области, 7 декабря участвовал в первом туре, набрал 12,16 % голосов избирателей и, заняв 4-е место среди 11 кандидатов, выбыл из дальнейшей борьбы.

### Уголовное дело
В 2003 году, прокурором области Аникиным, против Платова было возбуждено уголовное дело о хищении облигаций Тверской области. В сентябре 2003 года в кабинете и квартире губернатора были проведены обыски, и тогда же Платову и его заместителю А. Котляру было предъявлено обвинение в «превышении должностных полномочий, повлекшем причинение значительного ущерба областному бюджету в размере 474 млн рублей». В мае 2004 года дело уже бывшего губернатора было передано в суд. 11 ноября 2005 года Таганский районный суд Москвы признал Платова и Котляра полностью виновными в превышении должностных полномочий и приговорил их к пяти и четырём годам лишения свободы соответственно. Кроме того, суд лишил их права занимать в течение трёх лет должности в органах государственной власти. Из тюрьмы экс-губернатора выпустили в 2006 году.

## Смерть
Скончался в больнице (по другим данным — в своей квартире) города Владимира 16 апреля 2012 года, после продолжительной болезни.

## Награды и признание
- Орден Дружбы (22 октября 1996 года) — за заслуги перед государством и многолетний добросовестный труд[10].
- Благодарность Президента Российской Федерации (12 августа 1996 года) — за активное участие в организации и проведении выборной кампании Президента Российской Федерации в 1996 году[11].
- Почётный гражданин г. Бежецка[12].